# Primrose Bordier
Primrose Bordier (1929-1995) foi uma estilista francesa, conhecida pelas suas inovações com a cor nos tecidos. Ela nasceu em Paris.
Ela foi directora de design da Le Printemps, uma rede francesa de lojas e, nessa função, introduziu o uso de cores na roupa de casa (por exemplo, lençóis e toalhas). Bordier inspirou-se em numa viagem aos Estados Unidos, já que a prática era desconhecida na Europa na época. Ela então começou uma longa e bem-sucedida colaboração com Le Jacquard Francais em 1978.
Em 1976, Bordier tornou-se a primeira mulher estilista a receber a Legião de Honra Francesa.